# Гдув
Гдув (пол. Gdów) — село в Польщі, у гміні Гдув Велицького повіту Малопольського воєводства.
Населення — 4056 осіб (2011).

## Демографія
Демографічна структура станом на 31 березня 2011 року:
|          | Загалом | Допрацездатний вік | Працездатний вік | Постпрацездатний вік |
| -------- | ------- | ------------------ | ---------------- | -------------------- |
| Чоловіки | 1990    | 457                | 1381             | 152                  |
| Жінки    | 2066    | 431                | 1302             | 333                  |
| Разом    | 4056    | 888                | 2683             | 485                  |

## Відомі люди
Народилися тут:
- Ян Фітцке — польський історик, археолог, організатор музейної справи у місті Луцьку та на Волині.